# Tubo per condotte

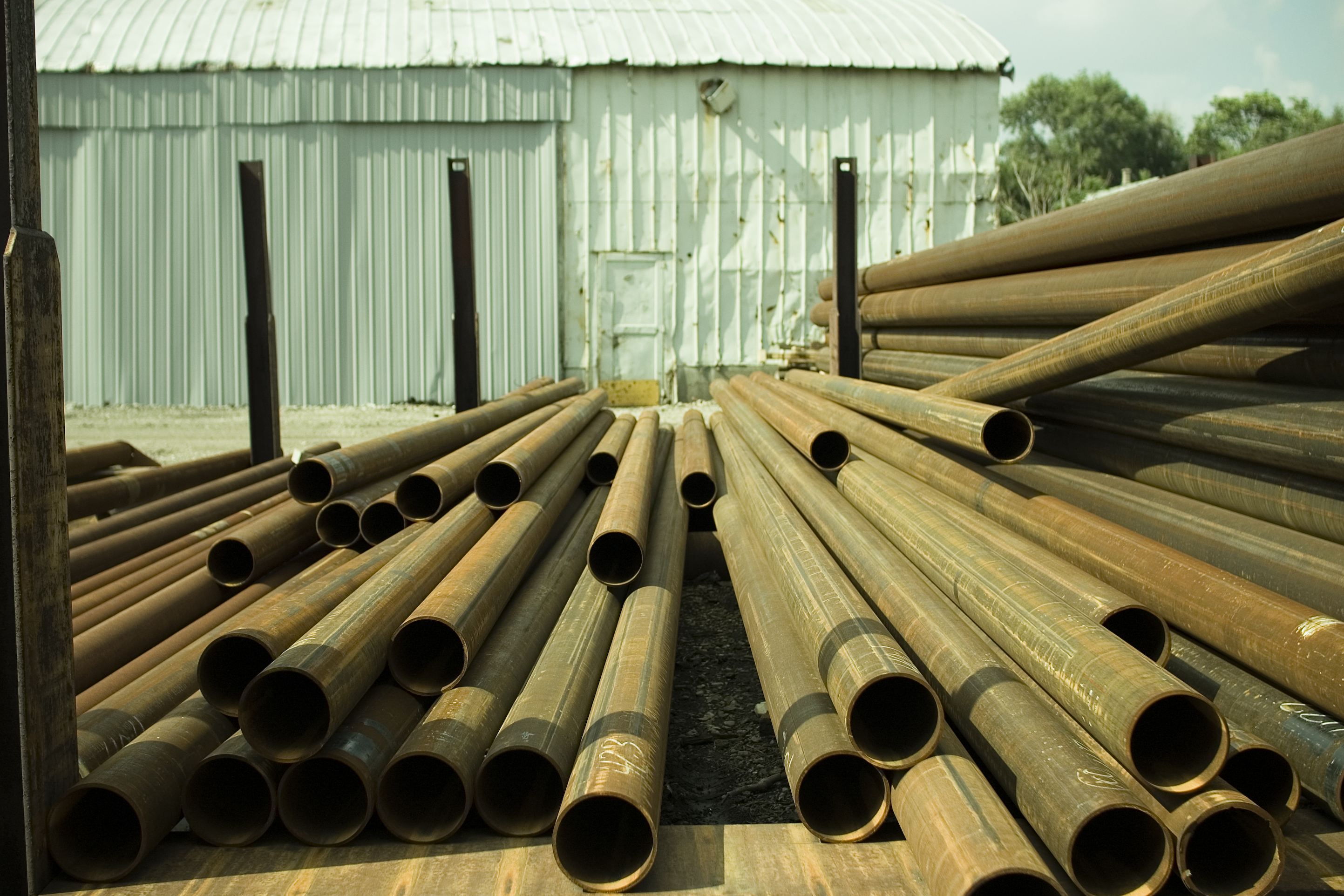
Tubi in acciaio non rivestiti.

Un tubo per condotte è un tipo di tubo utilizzato per la realizzazione delle condotte idrauliche di acquedotti potabili e non.
Altri tubi molto utilizzati attualmente nel campo acquedottistico sono quelli in ghisa sferoidale e quelli in cemento armato ordinario o precompresso; meno utilizzati specialmente nel campo dell'adduzione sono i tubi plastici.

## Designazione simbolica dell'acciaio
Nella tabella seguente, a titolo indicativo, è riportata la corrispondenza tra le designazioni dei tubi d'acciaio secondo la norma UNI EN 10224 e le designazioni secondo la norma UNI 6363, non più in vigore ma ancora frequentemente prese come riferimento da molti tecnici:
| Classe secondo UNI EN 10224 | Classe secondo UNI 6363 |
| L 235                       | Fe360                   |
| L 275                       | Fe 430                  |
| L 355                       | Fe510                   |

La differenza, dal punto di vista meccanico, delle due diverse tipologie di designazione è la seguente:
| Classe      | Tensione di snervamento caratteristica | Tensione a rottura caratteristica |
| Fe 360/L235 | 235 MPa                                | 360 MPa                           |
| Fe 430/L275 | 275 MPa                                | 430 MPa                           |
| Fe 510/L355 | 355 MPa                                | 510 MPa                           |

## Caratteristiche meccaniche dell'acciaio
Nella tabella seguente sono indicate le designazioni simboliche dell'acciaio e le relative caratteristiche meccaniche, in conformità alla norma UNI EN 10224:
| Classe | Tensione di snervamento caratteristica(spessori: ≤ 16 mm; > 16 mm) | Allungamento min. %(long – trasv) |
| L235   | 235 – 225 MPa                                                      | 25 – 23                           |
| L275   | 275 – 265 MPa                                                      | 21 – 19                           |
| L355   | 355 – 345 MPa                                                      | 21 – 19                           |

## Tipologia di tubazione
La tubazione di acciaio può essere realizzata senza saldatura, con il procedimento di laminazione a caldo oppure con saldatura, in arco sommerso (SAW) o elettrica a resistenza (ERW), longitudinale (longitudinally welded pipes) o con saldatura in arco sommerso (SAW) elicoidale (spirally welded pipes) a partire dalla formatura di nastri di acciaio laminati a caldo denominati coils.
Quelli senza saldatura possono essere prodotti fino ad un diametro nominale di 800–900 mm partendo da un lingotto di acciaio dolce che mediante un processo denominato Mannesmann viene trafilato a caldo con apposito macchinario.
Di seguito verranno descritte le principali fasi di fabbricazione di tubi a saldatura longitudinale ed elicoidale con il sistema ad arco sommerso.

### Tubi a saldatura longitudinale
Il tubificio viene alimentato con coils di larghezza equivalente allo sviluppo della circonferenza del tubo prima dell'espansione.
Tutte le operazioni di formatura sono effettuate a freddo.
Le principali fasi di fabbricazione possono venire così sintetizzate:
- cianfrinatura dei bordi della lamiera: l'operazione effettuata con due torrette mobili lungo i lati della lamiera serve a predisporre i lembi per la successiva saldatura longitudinale;
- preformatura dei bordi longitudinali (crimping): l'operazione, effettuata con presse o rulli, interessa due fasce longitudinali dei bordi di circa 150 mm e serve ad evitare presenze di cuspidi nella successiva fase di formatura ad O;
- pre formatura della zona centrale della lamiera o formatura ad U: la lamiera supportata da appoggi laterali oscillanti viene piegata al centro con punzoni di forma adeguata al diametro, allo spessore ed alle caratteristiche del materiale;
- formatura della canna a O: costituisce la fase finale della formatura della canna ed ha lo scopo di ottenere una forma cilindrica tale da adattarsi, dopo la saldatura, alle caratteristiche dimensionali dell'espansore, sia esso idraulico che meccanico;
- presaldatura della canna: qualora le macchine di saldatura interna non siano dotate di serraggio dei lembi; si effettua una presaldatura in atmosfera di gas inerte sui lembi opportunamente avvicinati e livellati in un'apposita gabbia di serraggio;
- saldatura interna: viene effettuata da una macchina di saldatura in arco sommerso con 2 o 3 elettrodi il cui movimento relativo può essere ottenuto facendo avanzare la canna e tenendo fissa la testa saldata o viceversa;
- saldatura esterna: dopo la saldatura interna si procede alla saldatura esterna con procedimenti analoghi a quelli precedenti;
- controllo della saldatura con ultrasuoni: ogni cordone di saldatura viene interamente controllato per rilevare eventuali difetti della saldatura e della adiacente zona termicamente alterata. Tutte le zone così individuate vengono controllate ai raggi x per l'accertamento dei difetti e la definizione della loro natura;
- controllo ai raggi x: viene effettuato sui tratti terminali della saldatura e su tutte le zone segnalate dagli ultrasuoni per definire la natura del difetto;
- cianfrinatura delle testate: l'operazione viene effettuata per predisporre il tubo alla successiva saldatura in campo. Qualora sia richiesta la bicchieratura delle estremità quest'operazione viene eseguita al termine del ciclo di fabbricazione mediante macchina bicchieratrice (bell joint machine);
- espansione del tubo: l'operazione, di tipo meccanico od idraulico, ha il duplice scopo di calibrare perfettamente la forma del tubo ed equalizzare le caratteristiche meccaniche del materiale eliminando tensioni dovute alla formatura e alla saldatura;
- prova di tenuta idraulica: si esegue per verificare la tenuta del tubo;
- controlli finali: controlli delle estremità con polveri magnetiche, con ultrasuoni ecc.

### Tubi a saldatura elicoidale
Il processo consiste essenzialmente nella formatura ad elica mediante calandratura di un nastro continuo ottenuto durante il processo stesso saldando testa a testa le lamiere o i nastri (coils) e nella successiva saldatura interna ed esterna dei bordi dell'elica.
Tutte le operazioni di formatura si effettuano a freddo.
Le principali fasi di fabbricazione possono venire così sintetizzate:
- cianfrinatura delle testate: l'operazione si esegue sia sulle lamiere che sui nastri per predisporli alla successiva operazione di saldatura;
- saldatura interna testa - testa delle lamiere o dei nastri: serve ad accoppiare le varie lamiere tra di loro al fine di avere un nastro continuo onde creare una alimentazione in continuo alla macchina a formare. In pratica l'inizio del rottolo messo in macchina (coda di laminazione) viene saldato con la fine del rotolo precedente (testa di laminazione). La saldatura viene effettuata, sul solo lato che risulterà interno al tubo;
- cianfrinatura dei bordi laterali delle lamiere o dei nastri: l'operazione serve a predisporre il nastro alla successiva saldatura elicoidale;
- formatura del tubo: il nastro viene sottoposto a calandratura per consentire l'avvolgimento a spirale e la relativa saldatura elicoidale interna ed esterna. La calandratura è ottenuta facendo passare il nastro attraverso una serie di rulli angolati, rispetto all'asse longitudinale del tubo in formatura, di un angolo che è funzione del diametro e dello spessore della lamiera. L'angolo di formatura viene scelto tenendo conto di esigenze di produttività e viene condizionato dalla larghezza massima del nastro a disposizione. In genere tale angolo varia tra 15° e 42°;
- saldatura elicoidale del tubo (interna ed esterna): la saldatura viene eseguita con saldatrici automatiche ad arco sommerso a due o tre elettrodi. L'operazione si effettua in fasi successive nella stessa macchina di formatura via via che i lembi laterali del nastro sono stati avvicinati;
- controllo con ultrasuoni della saldatura: continuando ad avanzare sul tubo passa sotto le sonde dell'impianto ad ultrasuoni che permettono di individuare la presenza di eventuali difetti del cordone di saldatura (i quali verranno o meno confermati dal successivo controllo con raggi x). Il tubo viene quindi tagliato, sempre in movimento, alla lunghezza prefissata;
- saldatura esterna testa-testa delle lamiere o dei: il ciclo di saldatura viene ultimato, sul tubo già tagliato a lunghezza, completando la saldatura testa-testa delle lamiere o dei nastri sulla parte esterna del tubo
- controllo con ultrasuoni della saldatura testa -testa delle lamiere o dei nastri: come al punto precedente
- controllo radiografico sulle saldatura testa-testa ed elicoidale: consentono di individuare la natura dei difetti segnalati in precedenza dai controlli ultrasonici;
- prova di tenuta idraulica: si esegue per verificare la tenuta del tubo alla pressione di prova dipendente dal carico di snervamento del tubo, dal suo diametro e dal suo spessore;
- cianfrinatura delle testate: l'operazione viene effettuata per predisporre il tubo alla successiva saldatura in campo. Qualora sia richiesta la bicchieratura delle estremità quest'operazione viene eseguita al termine del ciclo di fabbricazione mediante macchina bicchieratrice (bell joint machine);
- controlli finali: controlli delle estremità con polveri magnetiche, con ultrasuoni ecc.

## Tubi blindati
Nel caso di forti pressioni, al di fuori dei valori entro cui possono essere impiegati i tubi saldati, per i quali vi sono limitazioni nello spessore, vengono impiegati tubi detti blindati.
Il tubo blindato è costituito da un normale tubo saldato normalmente longitudinalmente, detto mantello o camicia, esternamente al quale sono calettati a caldo, con un idoneo passo, una serie di anelli in acciaio realizzati in un solo pezzo (senza saldatura), e di materiale più resistente della camicia che collaborano con il mantello per la resistenza alle pressioni interne del tubo.
Il diametro interno degli anelli è minore di quello del mantello.
Gli anelli infilati a caldo profittando della loro dilatazione termica, con il successivo raffreddamento inducono uno stato di precompressione nel mantello mentre su di essi insorge uno stato di pretensione.
In esercizio, la pressione interna accentua la trazione negli anelli mentre nel mantello nasce uno stato di trazione che, per effetto della precompressione iniziale, risulta meno intenso di quello che avrebbe la camicia se lavorasse da sola.

## Calcolo dello spessore di un tubo
Lo spessore in millimetri di un tubo può essere ricavato a partire dall'espressione seguente, che deriva dalla formula generale di Mariotte, riportata nella Circolare del Ministero dei LL.PP. 5 maggio 1966 n. 2136:
- s= PN De/(200 n S)

in cui:
- s è lo spessore teorico del tubo in mm;
- PN è la pressione nominale in kg/cm² che nel caso dei tubi per acquedotti deve intendersi la massima pressione cui possono essere sottoposti in esercizio i tubi, da ricavarsi dalle quote piezometriche idrodinamiche maggiorate per eventuali colpi di ariete oppure da quelle idrostatiche;
- De è il diametro esterno del tubo in mm,
- S è la tensione di snervamento minima dell'acciaio impiegato in kg/mm²;
- n è il coefficiente di sicurezza allo snervamento da ammettersi non superiore a 0,5.

Non sono ammessi comunque spessori inferiori a 2,5 mm

## Calcolo del peso di un tubo
Il peso P di un tubo in acciaio di lunghezza L, diametro interno D e spessore s è pari a:
- P = π (De2 - D2)γL/4

dove γ è il peso specifico dell'acciaio pari a 7850 kg/m3.
Poiché (De2 - D2)= (De - D)(De + D)
- (De - D) = 2s
- (De + D)≈ 2D

risulta:
- P ≈ γπDsL (kg)

Tale formula può essere ulteriormente semplificata nel seguente modo:
- P ≈ 25DsL (kg)

o se si vuole calcolare il peso a metro lineare di tubo:
- p ≈ 25Ds (kg/m)

dove:
- s è espresso in mm;
- D è espresso in m.

Di regola si incrementa tale peso teorico dell'1-2% per tenere in considerazione del peso dei rivestimenti e degli eventuali accessori quali bicchieri, flange, ecc.

## Tipologia di giunzione

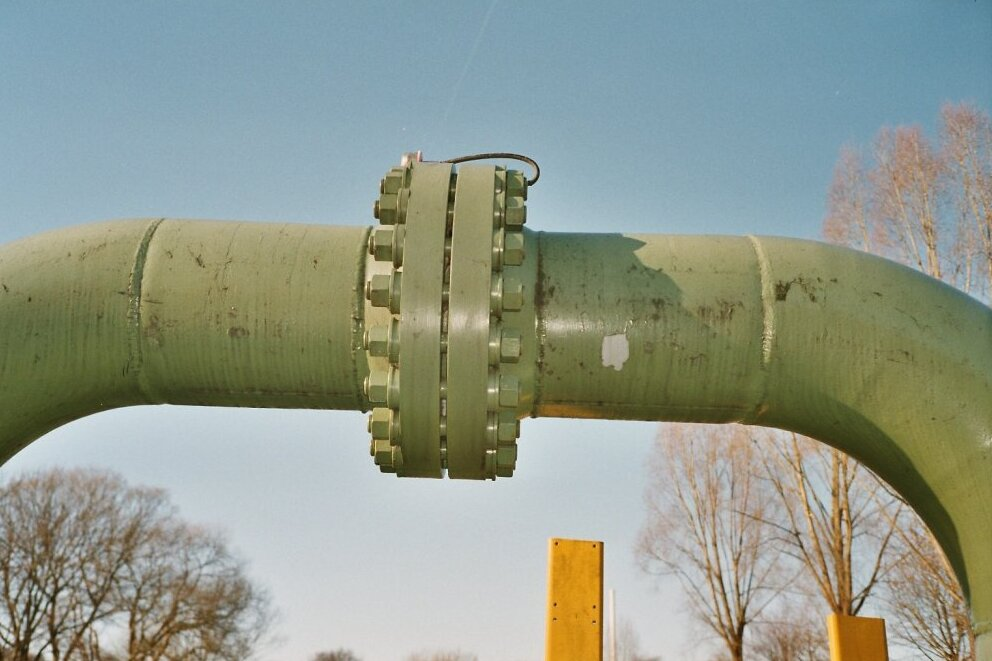
Giunzione flangiata.

La giunzione dei tubi in acciaio è di norma saldata e può essere:
- a bicchiere per saldatura a sovrapposizione (conformi alle prescrizioni dell'Appendice C della norma UNI EN 10224): in questo caso un'estremità del tubo viene sagomata a bicchiere.
- per saldatura di testa(secondo il punto 7.10 della norma UNI EN 10224): in questo caso le due estremità del tubo non sono sagomate ma devono essere opportunamente preparate come segue in funzione dello spessore dei tubi:
  - a lembi retti per spessori ≤ 3,2 mm;
  - a lembi smussati a 30° per spessori > 3,2 mm (cianfrinatura).

Nel primo caso esistono due tipi di giunto a bicchiere:
- bicchiere cilindrico che viene utilizzato per tubazioni fino a 125 mm compreso. Questo tipo di giunzione è caratterizzato dal vantaggio di realizzare una perfetta coassialità fra i vari tubi contigui e dallo svantaggio di non permettere nessuna deviazione a causa del minimo gioco fra le estremità da giuntare;
- a bicchiere sferico per diametri da 150 mm fino al 900 mm. Questo tipo di giunzione consente di realizzare delle deviazioni angolari senza ricorrere a pezzi speciali (curve).

Per i collegamenti ad apparecchiature idrauliche, la giunzione viene generalmente effettuata mediante flange (mobili o fisse saladate) conformi alle prescrizioni dell'Appendice della norma UNI EN 10224; con le flange conformi alla norma UNI EN 1092-1, dotate di guarnizioni di tenuta conformi alla norma UNI EN 681-1.

## Diametro interno
Poiché nel processo di fabbricazione dei tubi rimane fisso il diametro esterno, il diametro interno effettivo è solo approssimativamente pari a quello riportato nei listini, che vengono denominati diametri nominali, e varia in funzione dello spessore della lamiera.

## Diametri spessori e lunghezze dei tubi
La norma UNI EN 10224, al prospetto 4, indica i diametri esterni dei tubi di acciaio, variabili tra 26,9 e 2743 mm, e tutti i possibili, corrispondenti, spessori, variabili tra 2 e 25 mm.
La vecchia norma UNI 6363, al prospetto V, riporta i diametri nominali interni, da DN 40 a DN 2700 mm, indicando anche i rispettivi diametri esterni e spessori, in millimetri, relativi alle “serie” A, B, C e U.
Le lunghezze dei tubi di acciaio, in conformità con il punto 7.6.2. della norma UNI EN 10224, possono essere richieste dal committente come “lunghezza approssimata” compresa nelle gamma da 6 m a 16 m, oppure come “lunghezza esatta”.

## Marcatura dei tubi e dei raccordi
Ogni tubo o raccordo deve essere marcato in modo leggibile, mediante stampigliatura o altro tipo di marcatura indelebile, con le seguenti informazioni:
- nome o marchio di identificazione del fabbricante;
- la norma europea di riferimento (EN 10224);
- la designazione dell'acciaio (es. L355);
- le dimensioni del tubo (diametro nominale e spessore);
- la marcatura comunitaria tipo "CE";
- ove richiesto, la lettera S (tubo senza saldatura) o la lettera W (tubo saldato).

La marcatura del tubo deve iniziare non oltre 300 mm da un'estremità.

## Prove e controlli
Si riportano, di seguito, i controlli e le prove principali da effettuare sulle lamiere (coils), sui tubi e sui raccordi di acciaio: 
- controllo delle caratteristiche chimiche e meccaniche delle lamiere (coils) di acciaio: le prove da eseguire sulle lamiere destinate alla costruzione dei tubi sono appresso indicate e verranno effettuate in ragione di una lamiera (coil) per ogni colata:
  - prova di trazione longitudinale e trasversale, prova di resilienza: da eseguirsi con le modalità definite dalle norme UNI EN 10002;
  - Analisi chimica: da attuarsi per ogni colata e da eseguire in conformità alle prescrizioni riportate nella norma UNI EN 10224;
- Prova di trazione sulle tubazioni: deve essere eseguita in conformità alla norma EN 10002-1. Il carico unitario minimo di snervamento, l'intervallo del carico unitario di rottura e l'allungamento minimo per tubi e raccordi devono essere conformi al prospetto 3 della norma UNI EN 10224. Per i raccordi e le curve a raggio uniforme, provenienti da lamiere o nastri, le caratteristiche della prova di trazione devono essere determinate dopo la formatura;
- Prova di schiacciamento: deve essere eseguita in conformità alla EN 10233. La saldatura di tubi saldati deve essere posizionata a 90° rispetto alla direzione di schiacciamento e il provino deve essere spianato finché la distanza tra le facce non è maggiore del 67% del diametro esterno iniziale. Non sono ammesse fessurazioni o imperfezioni nel metallo o nella saldatura, tranne quelle che si generano sui bordi dei provini, che abbiano lunghezza minore di 6 mm e non penetrino attraverso la parete;
- Prova di allargamento: può sostituire la prova di schiacciamento per i tubi fino a 150 mm di diametro e 10 mm di spessore. Deve essere eseguita in conformità alla EN 10234. Un'estremità del provino deve essere allargata, utilizzando un cono che abbia un angolo di 60°, finché l'aumento del diametro esterno non è minore del valore appropriato indicato al prospetto 3 della UNI EN 10224. Non sono ammesse fessurazioni o imperfezioni nel metallo e nella saldatura, tranne lievi fessurazioni incipienti ai bordi del provino;
- Prova di piegamento della saldatura: deve essere eseguita in conformità alla norma EN 910. Le provette devono essere piegate per un angolo di 180° attorno ad un mandrino di diametro specificato nel prospetto 3 della norma UNI EN 10224. Non sono ammesse fessurazioni o imperfezioni nel metallo di saldatura, nella linea di fusione nella zona termicamente alterata o nel metallo base, salvo nei casi in cui: l'imperfezione dovuta alla penetrazione incompleta al fondo o la mancanza di fusione abbia il metallo integro nella parte sottostante ed intorno ad esso; le fessurazioni ai bordi del provino abbiano lunghezza inferiore a 6 mm e non penetrino attraverso la parete.
- Prova di tenuta idraulica: tale prova deve essere del tipo “idrostatico” e deve essere espressamente effettuata per ogni tubo, il quale deve resistere al test senza perdite o deformazioni visibili. La prova deve essere eseguita ad una pressione calcolata come segue: P = 20 ST/D dove:
  - P è la pressione, in bar,
  - D è il diametro esterno, in millimetri,
  - T è lo spessore di parete, in millimetri,
  - S è la sollecitazione in Mpa corrispondente al 70% del carico unitario minimo di snervamento per il grado di acciaio utilizzato.

La pressione di funzionamento ammissibile (PFA) della condotta, rispetto alla Pressione di prova (P), calcolata come indicato sopra, deve essere tale che il coefficiente di sicurezza ingegneristico σ nella seguente formula:
P = σ × PFA
sia comunque non inferiore a 1,5.
- Prova non distruttiva del cordone di saldatura dei tubi saldati: per i tubi saldati elettricamente e saldati testa a testa, la prova deve essere eseguita in conformità alle norme EN 10246-3, EN 10246-5 ed EN 10246-7. Per i tubi saldati ad arco sommerso, si esegue il controllo mediante ultrasuoni, in conformità alla EN 10246-9, lungo l'intera lunghezza del tubo.
- Prova non distruttiva delle saldature dei raccordi: il cordone di saldatura dei raccordi o dei componenti di raccordi devono essere sottoposti al controllo effettuato per i tubi saldati ad arco sommerso, di cui al punto precedente. Tutte le saldature che non siano il cordone di saldatura devono essere sottoposte a prova in conformità ad uno dei seguenti metodi: controllo mediante liquidi penetranti in conformità alla EN 571-1; controllo mediante particelle magnetiche in conformità alla EN 1290; controllo mediante ultrasuoni in conformità alla EN 1714; controllo radiografico in conformità alla UNI EN ISO 17636.
- Esame visivo: i tubi ed i raccordi devono essere sottoposti ad esame visivo per verificare che siano privi di difetti superficiali interni ed esterni e che lo stato della superficie esterna e, dove praticabile, lo stato della superficie interna siano tali che i difetti e/o le imperfezioni superficiali che richiedono la riparazione possano essere identificati. Deve essere ammissibile riparare i difetti superficiali mediante la molatura o la lavorazione di macchina, purché, dopo averlo fatto, lo spessore di parete nella zona riparata non sia minore dello spessore minimo. Tutte le aree molate o lavorate di macchina devono essere raccordate perfettamente al contorno del tubo.
- Controllo delle dimensioni: i tubi ed i raccordi devono essere controllati per verificare che siano soddisfatti i requisiti indicati al punto 4 del presente disciplinare e ai punti 7.6, 7.7, 7.8, 7.9 e 7.10 della norma UNI EN 10224. Generalmente per la misurazione del diametro esterno si utilizza un calibro. Tuttavia, per i tubi con un diametro esterno maggiore o uguale a 406,4 mm si può utilizzare un nastro circonferenziale.

## Pregi e difetti
Il pregio principale di questi tubi è l'elevata resistenza meccanica e la monoliticità della condotta realizzata con gli stessi.
Inoltre, poiché anche i pezzi speciali vengono di norma saldati alle tubazioni, non è generalmente necessario realizzare blocchi di ancoraggio, indispensabili, invece, per l'assorbimento degli sforzi deviati in condotte realizzate con tubazioni in ghisa sferoidale o cementizie.
Un altro vantaggio è legato alla lunghezza dei singoli tubi che risulta superiore rispetto ad esempio a quella dei tubi in ghisa sferoidale o in cemento armato. Questo comporta una diminuzione del numero di giunti necessari per la realizzazione della conduttura.
Il difetto maggiore è quello di essere soggetti alla corrosione per effetto delle correnti elettrolitiche che si generano nei terreni di posa cosiddetti elettrochimicamente aggressivi o in presenza di correnti vaganti nel terreno provenienti in genere da linee di trazione elettrica e/o da correnti disperse provenienti dallo scarico a terra di correnti continue.

### Aggressività dei terreni
L'aggressività di un terreno dipende soprattutto:
- dalle sue origini geologiche (dalla sua composizione chimica);
- dal grado di umidità;
- dalla sua permeabilità;
- dal livello della falda sotterranea;
- dalla composizione chimica dell'acqua sotterranea.

## Metodi di protezione dalla corrosione
Per arrestare la corrosione si utilizzano normalmente sia una protezione di tipo passivo che di tipo attivo.

### Protezione passiva

#### Generalità
La protezione passiva è costituita da rivestimenti sia esterni che interni.
Nel primo caso i rivestimenti son realizzati con materiali ad alta rigidità dielettrica al fine di isolare la superficie del metallo dall'ambiente esterno mentre nel secondo caso, oltre a migliorare le prestazioni idrauliche del tubo serve ad evitare fenomeni corrosivi per aerazione differenziata.
- I manti protettivi esterni più utilizzati sono quelli in polietilene in tre strati - 3LPE(secondo la UNI 9099) e nastri autoadesivi applicati a freddo (secondo la norma EN 12068), in bitume pesante (secondo la norma UNI 5256) e in poliuretano (secondo la norma UNI 10290) ma anche, meno usati, in polipropilene in 3 strati - 3LPP (secondo le DIN 30678) e con polveri epossidiche fuse - FBE (secondo le DIN 30671 o le API RP 5L7). Nel caso di condotte sottomarine per evitare che la spinta di galleggiamento, essendo maggiore del peso del tubo, ne determini il galleggiamento, si usa appesantire lo stesso con l'applicazione di un rivestimento esterno in calcestruzzo retinato, in genere gunite (gunitatura esterna). La gunitatura esterna viene applicata sul rivestimento esterno standard delle tubazioni (rivestimento bituminoso, polietilenico, ecc.)
- I rivestimenti interni di tubazioni tipici sono costituiti da vernici epossidiche. Per tubi convoglianti acqua potabile queste vernici devono però essere conformi al Decreto 6 aprile 2004, n. 174 del Ministero della Salute al fine di preservare la potabilità dell'acqua trasportata (resine epossidiche di tipo alimentare). Per questo impiego delle tubazioni, non sono ammessi rivestimenti interni di vernice bituminosa (primer bituminoso) utilizzati frequentemente in passato.

#### Rivestimento esterno polietilenico
Prima di realizzare il rivestimento polietilenico deve essere effettuata la preparazione della superficie da rivestire.
Pertanto si deve prevedere la rimozione, mediante sabbiatura con abrasivo siliceo o metallico, della ruggine, della calamina e delle altre particelle estranee e poco aderenti, sino ad ottenere un metallo quasi bianco, ossia finché il 95% della superficie sia esente da ogni residuo visibile (grado di sabbiatura tipo Sa 2½ - secondo la norma ISO 8501-1:2007).
Subito dopo la preparazione della superficie, si applicano lo strato di fondo e l'adesivo secondo le modalità previste dalla norma UNI 9099.
Il rivestimento polietilenico deve essere realizzato a triplo strato con spessore rinforzato (UNI 9099 - R3R).

#### Rivestimento esterno bituminoso
La preparazione della superficie da rivestire deve prevedere la rimozione, mediante sabbiatura con abrasivo siliceo o metallico, della ruggine, della calamina e delle altre particelle estranee e poco aderenti, sino ad ottenere un metallo quasi bianco, ossia finché il 95% della superficie sia esente da ogni residuo visibile (grado di sabbiatura tipo Sa 2½ - secondo la norma ISO 8501-1:2007).
Subito dopo la preparazione della superficie, si applica lo strato di aderenza (primer) secondo i metodi previsti dalla norma UNI ISO 5256.
Lo spessore medio dello strato di fondo deve essere tale che sia assicurata la completa copertura della superficie metallica e che in nessun punto della superficie stessa si abbia uno spessore di primer inferiore a 500 µm.
Il rivestimento deve essere realizzato conformemente alla "classe IV" del prospetto VI della norma UNI ISO 5256, con spessore non inferiore a 8 mm in nessun punto della superficie.
A protezione dell'azione dei raggi solari, si deve applicare sul tubo ancora caldo una mano di latte di calce.

#### Rivestimento in poliuretano
La preparazione della superficie da rivestire deve prevedere la rimozione, mediante sabbiatura con abrasivo siliceo o metallico, della ruggine, della calamina e delle altre particelle estranee e poco aderenti, in modo da raggiungere una finitura superficiale pari ad un grado di sabbiatura tipo Sa 2½ (secondo la norma ISO 8501-1:2007).
Nelle ore immediatamente successive alla preparazione della superficie, si procede all'applicazione della vernice poliuretanica, impiegando l'impianto bi-mixer, raggiungendo lo spessore desiderato (solitamente 1000÷1500 µm) con una sola passata o a più passate.
In ogni caso, l'applicazione di detto ciclo di rivestimento dovrà garantire un isolamento dielettrico non inferiore di regola ai 15-20 KV.

#### Rivestimento esterno con nastri di polietilene autoadesivi applicati a freddo
Questo tipo di rivestimento esterno, commercialmente chiamato Altene, è molto utilizzato in cantiere, dove viene applicato sia a mano che a macchina, per proteggere esternamente le condotte e le zone di giunzione saldate, normalmente sprovviste di rivestimento esterno per circa 20+20 cm a cavallo della saldatura, oppure nel rivestire i pezzi speciali in acciaio (curve, T, ecc.) costruiti in cantiere, al fine di garantire la continuità dielettrica esterna all'intera condotta interrata; sono di norma applicati anche in stabilimento mediante macchina avvolgitrice. Normalmente si procede nel seguente modo:
- a) asportazione di ogni scoria, impurità ecc. dalla zona da rivestire mediante spazzole o attrezzi analoghi;
- b) applicazione a pennello o a macchina del primer (vernice di fondo);
- c) avvolgimento a spirale di nastri adesivi di protezione dalla corrosione (inner tape), normalmente di colore nero, con una sovrapposizione minima di 25 mm tra gli avvolgimenti contigui e di almeno 100 mm sul manto protettivo esterno esistente;
- d) avvolgimento a spirale di nastri adesivi di protezione meccanica (outer tape), normalmente di colore bianco, procedendo nel medesimo modo del punto c) ma sovrapponendolo al rivestimento esterno esistente per almeno 50 mm.

#### Rivestimento interno epossidico
Il rivestimento interno deve essere costituito da vernici a base di resina epossidica, omologate e senza solventi, con spessore minimo pari a 250 µm (misurato a secco).
Le estremità devono essere prive del rivestimento per una profondità tale che la sezione di saldatura di giunzione disti almeno 10 cm dalla parte rivestita.
La parte non rivestita dovrà essere trattata con rivestimento protettivo temporaneo.
All'esame visivo il rivestimento deve presentarsi come una superficie levigata e speculare, di colore uniforme e priva di difetti di verniciatura, colature, spirali, gocce, ecc.
Nel caso in cui si riscontrino difetti, se questi si estendono per un'area superiore al 5% della superficie rivestita, il tubo in oggetto deve essere sottoposto ad un secondo ciclo di lavorazione (eliminazione del rivestimento realizzato e riesecuzione dello stesso).

### Protezione attive
Le protezioni attive sono chiamate protezioni catodiche e sono utilizzate per contrastare in maniera più efficace i fenomeni di corrosione dei manufatti in ferro interrati.

Si possono distinguere due tipologie di protezioni catodiche:
- a corrente impressa: consiste nell'applicare dall'esterno una fem contraria, ossia collegare il manufatto al polo negativo di un generatore esterno il cui polo positivo è a sua volta collegato ad un elettrodo inerte (esempio grafite) interrato in prossimità del manufatto. L'umidità del terreno funge da elettrolita.
- ad anodo sacrificale o ad accoppiamento galvanico: consiste nel collegare direttamente il manufatto in ferro ad un elettrodo interrato costituito da un metallo meno nobile (più riducente) del ferro stesso, quali lo zinco o il magnesio. Si viene a creare una cella galvanica in cui il ferro funge da catodo e l'elettrodo da anodo che di conseguenza si corrode, preservando così l'integrità del manufatto in ferro fino a quando l'anodo non si consuma completamente.

## Normativa di riferimento
- UN EN 10224: Tubi e raccordi di acciaio non legato per il convogliamento di liquidi acquosi inclusa l'acqua per il consumo umano. Condizioni tecniche di fornitura.
- UNI EN 10020: Definizione e classificazione dei tipi di acciaio.
- UNI 9099: Tubi di acciaio impiegati per tubazioni interrate o sommerse. Rivestimento esterno di polietilene applicato per estrusione.
- UNI ISO 5256-1987: Tubi ed accessori di acciaio impiegati per tubazioni interrate o immerse. Rivestimento esterno e interno a base di bitume o di catrame.
- UNI EN 10290-2003: Tubi e raccordi di acciaio per condotte terrestri e marine - Rivestimenti esterni in poliuretano e poliuretano- modificato applicato allo stato liquido.